# Неудачники (фильм, 1983)
«Неудачники» (также «Нераскрывшиеся парашюты», англ. Streamers) — художественный фильм Роберта Олтмена.

## Сюжет
Действие фильма происходит в 1965 году. В армейских казармах группа новобранцев ждёт отправки во Вьетнам. Все солдаты из разных областей страны, разного происхождения и социального положения. Двум чернокожим, Роджеру и Карлайлу, приходится особенно тяжело. Один — простой деревенский парень, другой — выпускник Йельского университета и гомосексуалист. Оба становятся жертвами жестокости сержанта, ветерана Корейской войны. Напряжение с каждым днём возрастает, узел расовых, сексуальных и социальных проблем затягивается всё туже.

## В ролях
- Мэттью Модайн — Билли
- Майкл Райт — Карлайл
- Митчел Лихтенстайн — Ричи
- Дэвид Алан Грир — Роджер
- Алберт Маклин — Мартин
- Гай Бойд — Руни
- Джордж Дзундза — Кокс
- Б. Дж. Кливленд — рядовой Буш
- Билл Аллен — лейтенант Таунсенд
- Пол Лазар — лейтенант военной полиции

## Награды и номинации
- 1983 — Венецианский кинофестиваль. Лучшая мужская роль (Мэттью Модайн, Джордж Дзундза, Дейвид Алан Грир, Гай Бойд, Митчел Лихтенстайн, Майкл Райт)[1].